# پرو رسلینگ ویمنز الاینس
پرو رسلینگ ویمِنز اَلاینس یا به‌طور خلاصه پی‌دبلیودبلیواِی (به انگلیسی: Pro Wrestling Women's Alliance, PWWA) یک پروموشِن مستقل کشتی حرفه‌ای زنان در سیدنی، نیو سَوث وِیلز، استرالیا است که در سال ۲۰۰۷ توسط رایان ایگلز و مدیسون ایگلز تأسیس شد. این تنها پروموشِن استرالیا برای زنان است.

## تاریخچه
در ۳ سپتامبر ۲۰۱۱، از کمربند شیمر چمپیون‌شیپ برای اولین بار در خارج از آمریکا دفاع شد، و آن مسابقه‌ای بود بین جسیکا مک‌کِی و نیکول متیوز در رویدادی از پرو رسلینگ ویمِنز الاینس در استرالیا.
از آگوست ۲۰۱۴، گلوبال فورس رسلینگ اعلام کرد که قراردادهای همکاری بین آنها و پرو رسلینگ الاینس استرالیا و پی‌دبلیودبلیواِی بسته شده‌است.

## همه کشتی‌گیران

### کشتی‌گیران فعال
- بریتنی
- چارلی اِونس
- هارلی واندرلند
- جسیکا تروی
- کلین اینگلیش
- مدیسون ایگلز
- مگان-کِیت
- میشل کِی هَسلاک
- شازا مک‌کِنزی
- سایرِن مونرو

### اعضای برجسته
- اُرُرا
- الیزا سوئِی
- بلِیر الکسیس
- تونی استورم
- اشلی اسپارکس
- ساواناه سامرز
- دمی بنِت
- ایزی
- شادو شینوبی
- جسیکا مک‌کِی
- کِی‌سی کَسیدی
- بام‌شِل بو
- کَسی کای
- میستی
- پِنی لِین
- سارا جی
- سوئِی
- ویکسین
- ریچل رُز